# 中国小行星探测任务
中国小行星探测任务是中华人民共和国国家航天局的小行星探測計劃，为中国行星探测工程（PEC）的一部分，其任务探测器系列是屬於称为天问系列的行星探測計畫之一環，该计划与中国行星探测工程的其他组成部分一起於2016年1月11日正式立项启动。
中国对小行星的探测最早始于嫦娥二号探测器的拓展任务。该星原为探月工程二期先导星，但在完成既定月球探测任务后，中国航天部门鉴于其剩余燃料充足而展开了一系列的拓展任务，其中就包括了小行星近距离飞跃探测。2012年12月13日，嫦娥二号完成与近地小行星4179（图塔蒂斯）的近距离交会，使中国一举成为继美国、欧空局和日本之后第四个实现小行星探测的国家/机构。
2025年5月29日，中国的第一个小行星探测器，同时也是该计划的首次正式任务天问二号小行星探测器由长征三号乙运载火箭在西昌卫星发射中心发射升空，计划一次完成小行星探测、取样返回、探测彗星的三大目标。

## 历程

### 早期探索
嫦娥二号卫星于2010年10月1日由长征三号丙运载火箭发射升空，最初承担高分辨率月球探测任务并为嫦娥三号着陆区提供成像数据。在完成月球探测任务后，卫星设计寿命虽已届满，但剩余燃料充足，中国航天部门于是决定开展深空拓展试验，分阶段验证更远距离的探测能力。

## 阶段
与载人航天工程、探月工程等类似，中国的小行星探测计划也将按照“三步走”规划进行。计划在10年间完成小行星探测、取样返回、探测彗星等目标。